# Robert Griesemer
Robert Griesemer (ur. 1964) – szwajcarski informatyk. Najbardziej znany jest ze swojej pracy nad językiem programowania Go. Przed stworzeniem Go pracował nad silnikiem JavaScript V8 w Google, językiem Sawzall, maszyną wirtualną Java HotSpot oraz systemem Strongtalk.

## Kariera
Robert Griesemer studiował na ETH Zurich, gdzie uzyskał doktorat pod kierunkiem Hanspeter Mössenböcka i Niklausa Wirtha na temat języka programowania dla procesorów wektorowych. Pracuje w Google.

## Patenty
- Interpretacja funkcji wykorzystująca hybrydę instrukcji wirtualnych i natywnych
- Metoda i aparatura do dynamicznej optymalizacji programów kodowanych bajtowo.
- Aparatura i metoda do jednolitego wykonywania operacji porównania na długich operandach słowa[3]

## Zobacz także
- Rob Pike
- Ken Thompson
- Brian Kernighan